# Desolation Sound

Karte der Region

Der Desolation Sound ist ein Sund an der Sunshine Coast in British Columbia in Kanada. Er ist wegen seiner landschaftlichen Schönheiten bei Bootstouren beliebt.

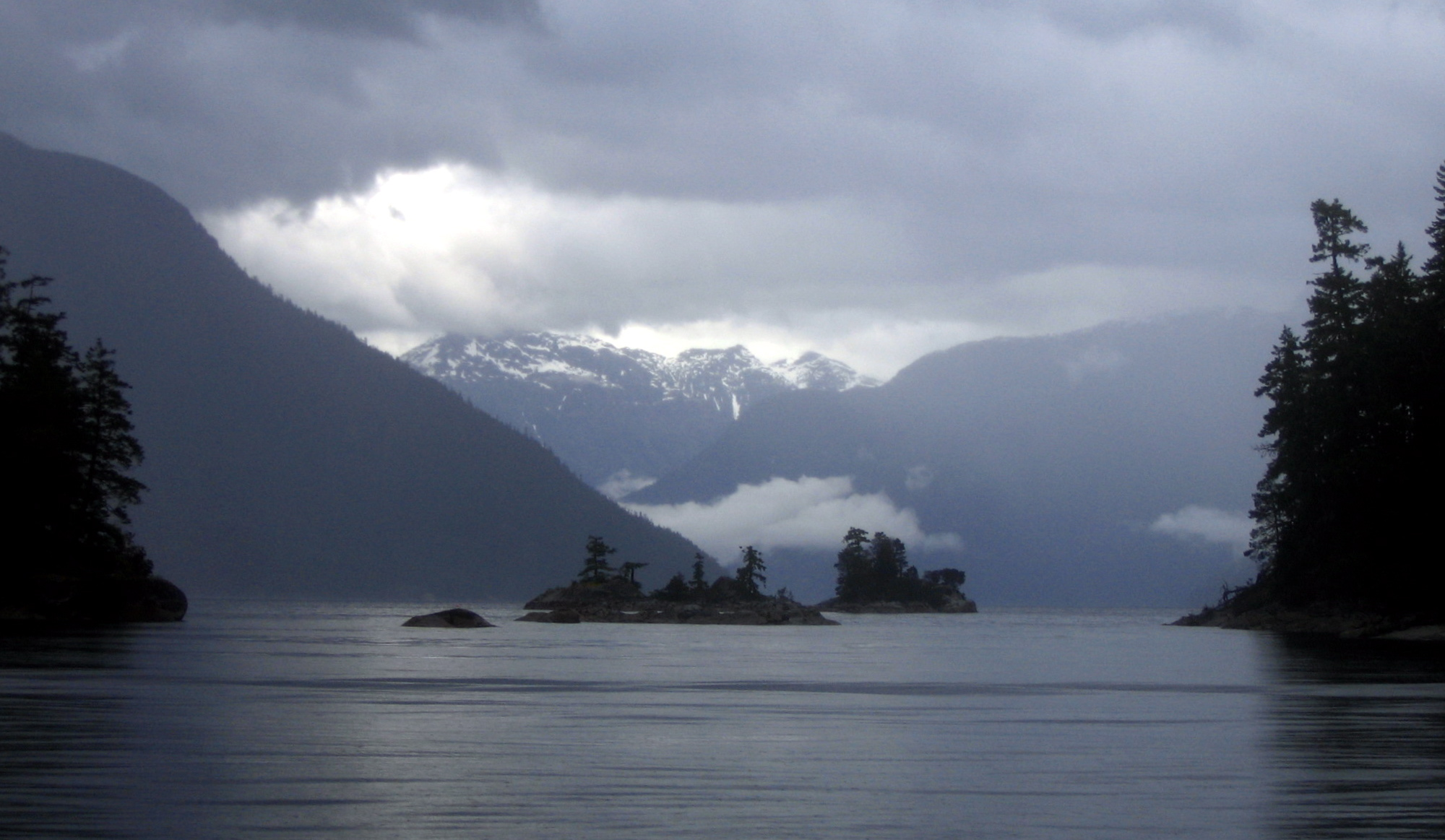
Der Desolation Sound

In der Nähe befindet sich der steilste Wasserfall Nordamerikas. Außerdem haben viele Gletscher durch weitere Wasserfälle Abflüsse direkt ins Meer. 
Im Desolation befindet sich außerdem das größte Meeresschutzgebiet der Provinz, der Desolation Sound Provincial Marine Park. 

## Geologie
Die Küste ist von Magmatischem Gestein geprägt. Die vorhandenen Fjorde sind durch die starke Vergletscherung in dieser Region entstanden. 

## Geschichte
Bevor die ersten Europäer das Gebiet betraten, war die Gegend von den Salish bevölkert. Im Sommer 1792 gelangten dann gleich zwei Expeditionen unter der Leitung von George Vancouver sowie die von Dionisio Alcalá Galiano und Cayetano Valdés y Flores in die Bucht. Sie kooperierten bei der Kartographierung der Bucht. Später gelangten viele Europäer in die Bucht, insbesondere Angehörige der Hudson’s Bay Company. Nachdem die Anzahl der Indianer durch Pocken und Tuberkulose Ende des 19. Jahrhunderts stark zurückgegangen war, stieg die Anzahl der europäischen Siedler stark, da die Bucht sich gut für Fischen und die Holzfällerei eignete. Dafür wurde in Powell River eine große Mühle errichtet.